# Billy Pettinger
Billy Pettinger (1º febbraio 1982) è una cantautrice e polistrumentista canadese.
Nata nei pressi di Vancouver, in Canada, e attualmente residente a Tuscumbia (Alabama), si esibisce con il soprannome Billy The Kid. È stata leader del gruppo Billy and the Lost Boys e batterista della più longeva cover band dei Ramones presente nella sua città natale: i Ramores.
Pettinger è la principale compositrice di ogni suo progetto, e ha collaborato negli anni con musicisti come Garth Hudson dei The Band, Bob Dylan, Frank Turner e Jamie Candiloro (Ryan Adams).

## Biografia

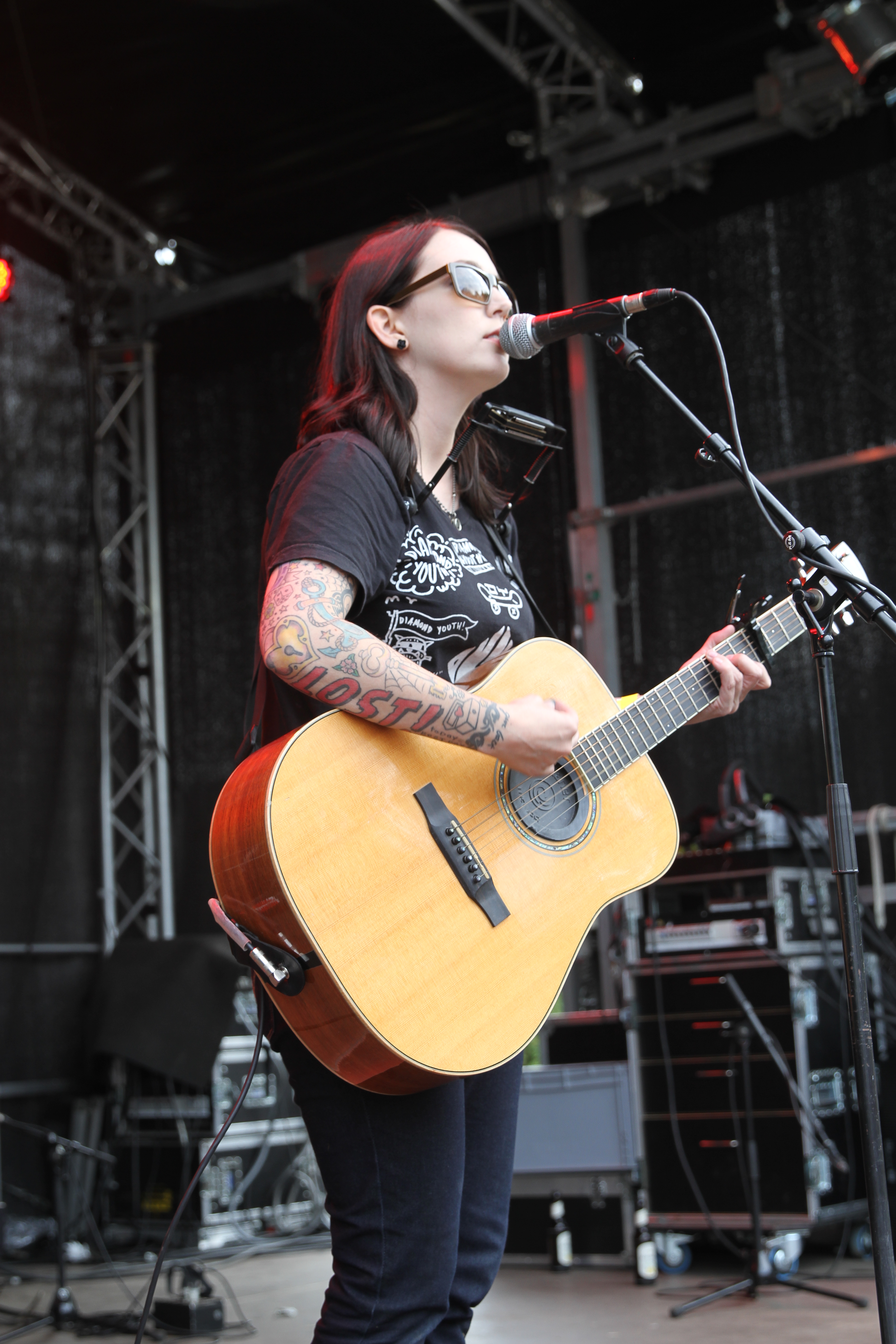
Billy The Kid live al Rock Camp 2014

### Esordi
Intorno ai sei o sette anni d’età i genitori la iscrissero a lezioni di pianoforte. A 12 anni ricevette in dono la sua prima chitarra classica, con la quale iniziò a comporre le prime canzoni. A 16 anni la Pettinger fondò la sua prima band, nella quale fu cantante e chitarrista. Si trattava dei The Blue Collar Bullets, nei quali suonava il batterista dei You Say Party, Devon Clifford, deceduto on stage nel 2010.

### Billy and the Lost Boys
Dopo i The Blue Collar Bullets, Billy Pettinger fondò i Billy and the Lost Boys che, a soli dodici giorni dalla loro fondazione, si esibirono nel loro primo concerto. Con questa formazione l'artista pubblicò quattro album e registrò due video musicali, autoproducendo e registrando il quarto album "Off The Map". Nel maggio 2004 raggiunse la posizione #1 nella classifica Canadian College and Campus Radio Charts. La musica di questa band ottenne passaggi radio sulle frequenze della Radio Free Roscoe, Degrassi: The Next Generation and The Collector.

### Carriera solista
Messa da parte la carriera punk rock, Billy Pettinger pubblicò nel 2008 il suo primo EP solista a cinque tracce intitolato The Lost Cause. Il disco conteneva le tracce inedite "These City Lights", "Drown", "The Drugs", "I Don't Want to Know" e "Just Trying to Get By", tutt'oggi spesso interpretate dalla cantante durante i suoi concerti. Prodotto da Raine Maida, l'EP fu venduto sul suo sito ufficiale e su iTunes.
Qualche anno dopo fu il turno del disco d'esordio solista "Ours" (poi completato nel 2011 dalle B-sides di "Demo-Lish"), nato a seguito di una campagna di autofinanziamento ampiamente supportata dai fans. L'album fu ri-registrato acustico nel 2011.
Nel 2012 vide la luce il suo terzo album in studio, a titolo Stars, Exploding, poi seguito da Perspective (2013). Il suo ultimo album, Horseshoes & Hand Grenades, vanta il contributo realizzativo del celebre Frank Turner, e fu pubblicato dalla label Xtra Mile Recordings.
Abbandonata dalla sua etichetta discografica e dai suoi maggiori collaboratori, Billy ha deciso di auto-pubblicare digitalmente, e sotto forma di demo, le tre registrazioni soliste I Have to Do This, You Can Have It All e Pick Up Your Tiny Burden, tutte prodotte nel 2016 direttamente nel suo salotto con una sola chitarra elettrica, un pianoforte e una batteria programmata. L'artista, che attualmente lavora come insegnante di musica per bambini in una scuola privata, resta attiva per ciò che concerne i concerti, specie nei live club della Florida, e recentemente, nel mese di novembre 2017, si è imbarcata per un tour Europeo che ha avuto date nel Regno Unito e in Italia.

## Discografia

### Billy Pettinger
- 2016: Pick Up Your Tiny Burden
- 2016: I Have to Do This
- 2016: You Can Have It All

### Billy the Kid
- 2008: The Lost Cause
- 2010: Live at the Verge
- 2011: Demo-Lish
- 2011: Ours – Acoustic
- 2012: Stars, Exploding
- 2013: Perspective
- 2014: Horseshoes & Hand Grenades

### Billy the Kid & The Southside Boys
- 2011: Ours

### Billy the Kid and the Lost Boys
- 2002: Strong Like Prawn
- 2004: Breaking Down the Barriers That Break Down Your Music
- 2005: Breaking Down the Barriers That Break Down Your Music Remastered
- 2006: Yet Why Not Say What Happened?
- 2008: Off The Map